# Jalšje
 Jalšje  falu Horvátországban Krapina-Zagorje megyében. Közigazgatásilag Veliko Trgovišćéhez tartozik.

## Fekvése
Zágrábtól 28 km-re, községközpontjától  5 km-re északra Horvát Zagorje területén és a megye délnyugati részén fekszik.

## Története
A településnek 1857-ben 240, 1910-ben 499 lakosa volt. Trianonig Varasd vármegye Klanjeci járásához tartozott.  2001-ben 344 lakosa volt.

## Külső hivatkozások
- Veliko Trgovišće község hivatalos oldala
- A plébánia honlapja